# Phosphocellulose
 (février 2025).
La phosphocellulose est une résine spécialisée dérivée de la cellulose, connue pour son efficacité dans la purification et la séparation des protéines, des enzymes et de diverses biomolécules. Ce matériau est essentiel dans les techniques de chromatographie, en particulier dans la chromatographie échangeuse d'ions, où il contribue à la séparation sélective des molécules chargées en fonction de leurs propriétés ioniques. En plus, la phosphocellulose est utilisée dans la chromatographie des protéines, ce qui permet d'isoler des protéines spécifiques à partir de mélanges complexes en mettant à profit leurs propriétés uniques d'interaction avec la résine. Sa versatilité et sa compétence en font un outil précieux pour les applications biochimiques et les laboratoires de recherche,.